# Fudbalski klub Crvena zvezda 1990-1991
Questa voce raccoglie le informazioni riguardanti il Fudbalski klub Crvena zvezda nelle competizioni ufficiali della stagione 1990-1991.

## Stagione
Malgrado la cessione di Dragan Stojković all'Olympique Marsiglia la Stella Rossa, affidata a Ljupko Petrović, confermò il proprio ruolo di preminenza a livello nazionale prendendo il comando solitario della classifica dopo tre giornate e mantenendolo stabilmente per tutto l'arco della stagione: ottenendo alcuni record (fra cui 17 gare interne vinte su un totale di 18 e le 34 reti segnate da Darko Pančev che, oltre a stabilire un nuovo record nel campionato, sarà premiato come miglior cannoniere europeo), la squadra ottenne il diciottesimo titolo nazionale con quattro giornate di anticipo.

Darko Pančev (secondo da sinistra) festeggia la vittoria della Coppa dei Campioni: grazie ai suoi 34 gol in campionato, stabilirà un nuovo record per la Prva Liga e sarà premiato con la Scarpa d'Oro.

Sempre a livello nazionale, la Stella Rossa era giunta in finale di Kup Maršala Tita eliminando, nell'ordine, Belišće, Vojvodina, Proleter Zrenjanin e OFK Belgrado: nell'ultimo atto, giocato l'8 maggio allo stadio Partizan di Belgrado, la Stella Rossa non riuscì a confermare la vittoria dell'anno precedente, perdendo per 1-0 contro l'Hajduk Spalato.
Nel frattempo la Stella Rossa era giunta a giocare la Coppa dei Campioni fino all'ultimo atto: dopo aver eliminato in maniera agevole il Grasshoppers (sconfitto per 4-1 nella gara di ritorno a Zurigo), i Rangers (regolati per 3-0 nel match di andata a Belgrado) e la Dinamo Dresda (ottenendo una vittoria in entrambe le gare, con il match di ritorno a Dresda sospeso per intemperanze dei tifosi sul punteggio di 2-1 e omologato con il punteggio di 3-0 in favore della Stella Rossa), la squadra incontrò in semifinale il Bayern Monaco. Grazie a due rimonte (vittoria per 2-1 a Monaco con iniziale vantaggio dei bavaresi e pareggio per 2-2 a Belgrado con il risultato fissato da un'autorete di Augenthaler allo scadere), la Stella Rossa poté disputare la finale di Bari contro l'Olympique Marsiglia.
La finale, disputatasi il 29 maggio, si concluse sul punteggio di 0-0 dopo i tempi supplementari: nella successiva sequenza dei calci di rigore ciascun giocatore della Stella Rossa mise a segno il proprio tiro, mentre i francesi fallirono in apertura con Amoros. La Stella Rossa divenne quindi la prima squadra jugoslava a vincere la massima competizione calcistica europea per club, guadagnando inoltre il diritto a disputare la Coppa Intercontinentale e la Supercoppa Europea nella stagione successiva.
Divenuta nota come Generazione d'oro della Stella Rossa o Generazione del 1991 (клуба Генерација 1991), in occasione del diciannovesimo anniversario della finale avvenuto il 29 maggio 2010, la squadra venne insignita dalla società del titolo onorifico di Stelle della Stella Rossa, precedentemente riservato a dei singoli giocatori. Per l'occasione, vennero indicati quei giocatori della rosa che avevano totalizzato almeno una presenza in Coppa dei Campioni.

## Calciomercato

### Sessione estiva
| Acquisti | Acquisti          | Acquisti          | Acquisti      |
| R.       | Nome              | da                | Modalità      |
| -------- | ----------------- | ----------------- | ------------- |
| P        | Milić Jovanović   | Napredak Kruševac |               |
| D        | Aleksandar Ilić   | Radnički Niš      |               |
| D        | Rade Tošić        | Hajduk Spalato    |               |
| C        | Dejan Joksimović  | Partizan          |               |
| C        | Vladimir Jugović  | Rad Belgrado      | fine prestito |
| C        | Ivica Momčilović  | Napredak Kruševac |               |
| C        | Milorad Ratković  | Čelik Zenica      |               |
| C        | Duško Savić       | Sloboda Tuzla     |               |
| A        | Dragiša Binić     | Levante           |               |
| A        | Slaviša Čula      | Sutjeska          |               |
| A        | Ljubiša Milojević | Rad Belgrado      |               |

| Cessioni | Cessioni             | Cessioni            | Cessioni                           |
| R.       | Nome                 | a                   | Modalità                           |
| -------- | -------------------- | ------------------- | ---------------------------------- |
| D        | Slavoljub Janković   | Budućnost           |                                    |
| D        | Zoran Vujović        | Stade Vallauris     |                                    |
| C        | Dragan Kanatlarovski | Celta Vigo          |                                    |
| C        | Dragan Stojković     | Olympique Marsiglia | definitivo (49 milioni di franchi) |

### Sessione invernale
| Acquisti | Acquisti          | Acquisti  | Acquisti |
| R.       | Nome              | da        | Modalità |
| -------- | ----------------- | --------- | -------- |
| D        | Siniša Mihajlović | Vojvodina |          |

| Cessioni | Cessioni         | Cessioni           | Cessioni   |
| R.       | Nome             | a                  | Modalità   |
| -------- | ---------------- | ------------------ | ---------- |
| D        | Enes Bešić       | Salgueiros         | definitivo |
| D        | Goran Jurić      | Celta Vigo         | definitivo |
| C        | Mitar Mrkela     | Twente             | definitivo |
| C        | Milorad Ratković | Borac Banja Luka   |            |
| A        | Slaviša Čula     | Proleter Zrenjanin | prestito   |

## Maglie e sponsor
Il fornitore tecnico della Stella Rossa per la stagione 1990-1991 è Puma, mentre lo sponsor ufficiale è Dexim.
| Casa | Trasferta |

## Organigramma societario
Area direttiva
- Presidente:  Svetozar Mijailović

Area tecnica
- Allenatore:  Ljupko Petrović

## Rosa
| N. |                       | Ruolo | Calciatore                   |
| -- | --------------------- | ----- | ---------------------------- |
|    | Jugoslavia (bandiera) | P     | Milić Jovanović              |
|    | Jugoslavia (bandiera) | P     | Željko Kaluđerović           |
|    | Jugoslavia (bandiera) | P     | Zvonko Milojević             |
|    | Jugoslavia (bandiera) | P     | Stevan Stojanović (capitano) |
|    | Romania (bandiera)    | D     | Miodrag Belodedici           |
|    | Jugoslavia (bandiera) | D     | Aleksandar Ilić              |
|    | Jugoslavia (bandiera) | D     | Goran Jurić                  |
|    | Jugoslavia (bandiera) | D     | Slobodan Marović             |
|    | Jugoslavia (bandiera) | D     | Siniša Mihajlović            |
|    | Jugoslavia (bandiera) | D     | Ilija Najdoski               |
|    | Jugoslavia (bandiera) | D     | Duško Radinović              |
|    | Jugoslavia (bandiera) | D     | Refik Šabanadžović           |
|    | Jugoslavia (bandiera) | D     | Rade Tošić                   |
|    | Jugoslavia (bandiera) | D     | Goran Vasiljević             |
|    | Jugoslavia (bandiera) | C     | Đorđe Aćimović               |
|    | Jugoslavia (bandiera) | C     | Ivan Adžić                   |

| N. |                       | Ruolo | Calciatore        |
| -- | --------------------- | ----- | ----------------- |
|    | Jugoslavia (bandiera) | C     | Enes Bešić        |
|    | Jugoslavia (bandiera) | C     | Dejan Joksimović  |
|    | Jugoslavia (bandiera) | C     | Vladimir Jugović  |
|    | Jugoslavia (bandiera) | C     | Ivica Momčilović  |
|    | Jugoslavia (bandiera) | C     | Mitar Mrkela      |
|    | Jugoslavia (bandiera) | C     | Robert Prosinečki |
|    | Jugoslavia (bandiera) | C     | Milorad Ratković  |
|    | Jugoslavia (bandiera) | C     | Duško Savić       |
|    | Jugoslavia (bandiera) | C     | Dejan Savićević   |
|    | Jugoslavia (bandiera) | C     | Vlada Stošić      |
|    | Jugoslavia (bandiera) | A     | Dragiša Binić     |
|    | Jugoslavia (bandiera) | A     | Slaviša Čula      |
|    | Jugoslavia (bandiera) | A     | Vladan Lukić      |
|    | Jugoslavia (bandiera) | A     | Ljubiša Milojević |
|    | Jugoslavia (bandiera) | A     | Darko Pančev      |

## Risultati

### Prva Liga

#### Girone di andata
| Belgrado 5 agosto 1990 1ª giornata                         | Stella Rossa | 2 – 1   | Vojvodina | Stadio Stella Rossa (14.015 spett.) |
| \| \| \| \| \| Stošić Savićević \| Marcatori \| Kojićić \| |              |         |           |                                     |
|                                                            |              |         |           |                                     |
| Stošić Savićević                                           | Marcatori    | Kojićić |           |                                     |

| Belgrado 12 agosto 1990 2ª giornata          | Stella Rossa | 2 – 0 | Rad Belgrado | Stadio Stella Rossa (11.175 spett.) |
| \| \| \| \| \| Prosinečki \| Marcatori \| \| |              |       |              |                                     |
|                                              |              |       |              |                                     |
| Prosinečki                                   | Marcatori    |       |              |                                     |

| Zrenjanin 19 agosto 1990 3ª giornata           | Proleter Zrenjanin | 0 – 2        | Stella Rossa | Karađorđev Park (2.660 spett.) |
| \| \| \| \| \| \| Marcatori \| Binić Pančev \| |                    |              |              |                                |
|                                                |                    |              |              |                                |
|                                                | Marcatori          | Binić Pančev |              |                                |

| Belgrado 26 agosto 1990 4ª giornata                                 | Stella Rossa | 6 – 0 | Radnički Niš | Stadio Stella Rossa (10.441 spett.) |
| \| \| \| \| \| Savićević Pančev Binić Prosinečki \| Marcatori \| \| |              |       |              |                                     |
|                                                                     |              |       |              |                                     |
| Savićević Pančev Binić Prosinečki                                   | Marcatori    |       |              |                                     |

| Sarajevo 2 settembre 1990 5ª giornata              | Željezničar | 0 – 2            | Stella Rossa | Stadion Grbavica (7.465 spett.) |
| \| \| \| \| \| \| Marcatori \| Binić Prosinečki \| |             |                  |              |                                 |
|                                                    |             |                  |              |                                 |
|                                                    | Marcatori   | Binić Prosinečki |              |                                 |

| Belgrado 15 settembre 1990 6ª giornata                    | Stella Rossa | 2 – 1  | Olimpia Lubiana | Stadio Stella Rossa (9.259 spett.) |
| \| \| \| \| \| Pančev Savićević \| Marcatori \| Vrabac \| |              |        |                 |                                    |
|                                                           |              |        |                 |                                    |
| Pančev Savićević                                          | Marcatori    | Vrabac |                 |                                    |

| Titograd 23 settembre 1990 7ª giornata             | Budućnost | 2 – 0 | Stella Rossa | Stadion Pod Goricom (7.505 spett.) |
| \| \| \| \| \| Brnović Drobnjak \| Marcatori \| \| |           |       |              |                                    |
|                                                    |           |       |              |                                    |
| Brnović Drobnjak                                   | Marcatori |       |              |                                    |

| Belgrado 26 settembre 1990 8ª giornata             | Stella Rossa | 2 – 0 | Velež Mostar | Stadio Stella Rossa (4.770 spett.) |
| \| \| \| \| \| Pančev Savićević \| Marcatori \| \| |              |       |              |                                    |
|                                                    |              |       |              |                                    |
| Pančev Savićević                                   | Marcatori    |       |              |                                    |

| Fiume 29 settembre 1990 9ª giornata          | Rijeka               | 0 – 0 | Stella Rossa | Stadion Kantrida (3.855 spett.) |
| \| \| \| \| \| \| Tiri di rigore 1 – 3 \| \| |                      |       |              |                                 |
|                                              |                      |       |              |                                 |
|                                              | Tiri di rigore 1 – 3 |       |              |                                 |

| Belgrado 7 ottobre 1990 10ª giornata           | Stella Rossa | 2 – 0 | Borac Banja Luka | Stadio Stella Rossa (7.147 spett.) |
| \| \| \| \| \| Pančev Binić \| Marcatori \| \| |              |       |                  |                                    |
|                                                |              |       |                  |                                    |
| Pančev Binić                                   | Marcatori    |       |                  |                                    |

| Belgrado 13 ottobre 1990 11ª giornata                                                | Partizan             | 1 – 1     | Stella Rossa | Stadion JNA (35.296 spett.) |
| \| \| \| \| \| Vujačić \| Marcatori \| Savićević \| \| \| Tiri di rigore 3 – 5 \| \| |                      |           |              |                             |
|                                                                                      |                      |           |              |                             |
| Vujačić                                                                              | Marcatori            | Savićević |              |                             |
|                                                                                      | Tiri di rigore 3 – 5 |           |              |                             |

| Belgrado 20 ottobre 1990 12ª giornata                                            | Stella Rossa | 5 – 1      | Zemun | Stadio Stella Rossa (4.064 spett.) |
| \| \| \| \| \| Belodedici Savićević Pančev Jugović \| Marcatori \| Stevanović \| |              |            |       |                                    |
|                                                                                  |              |            |       |                                    |
| Belodedici Savićević Pančev Jugović                                              | Marcatori    | Stevanović |       |                                    |

| Belgrado 18 novembre 1990 13ª giornata                  | Stella Rossa | 3 – 1    | Dinamo Zagabria | Stadio Stella Rossa (18.130 spett.) |
| \| \| \| \| \| Stošić Binić \| Marcatori \| Petrović \| |              |          |                 |                                     |
|                                                         |              |          |                 |                                     |
| Stošić Binić                                            | Marcatori    | Petrović |                 |                                     |

| Osijek 25 novembre 1990 14ª giornata            | Osijek    | 2 – 0 | Stella Rossa | Stadion Gradski vrt (4.583 spett.) |
| \| \| \| \| \| Mušić Vlaović \| Marcatori \| \| |           |       |              |                                    |
|                                                 |           |       |              |                                    |
| Mušić Vlaović                                   | Marcatori |       |              |                                    |

| Belgrado 2 dicembre 1990 15ª giornata                      | Stella Rossa | 4 – 1     | Sarajevo | Stadio Stella Rossa (2.392 spett.) |
| \| \| \| \| \| Pančev Marović \| Marcatori \| Vidaković \| |              |           |          |                                    |
|                                                            |              |           |          |                                    |
| Pančev Marović                                             | Marcatori    | Vidaković |          |                                    |

| Spalato 9 dicembre 1990 16ª giornata                                              | Hajduk Spalato       | 1 – 1  | Stella Rossa | Stadion Poljud (12.930 spett.) |
| \| \| \| \| \| Jeličić \| Marcatori \| Pančev \| \| \| Tiri di rigore 5 – 3 \| \| |                      |        |              |                                |
|                                                                                   |                      |        |              |                                |
| Jeličić                                                                           | Marcatori            | Pančev |              |                                |
|                                                                                   | Tiri di rigore 5 – 3 |        |              |                                |

| Belgrado 19 dicembre 1990 17ª giornata         | Stella Rossa | 4 – 0 | Spartak Subotica | Stadio Stella Rossa (4.260 spett.) |
| \| \| \| \| \| Pančev Binić \| Marcatori \| \| |              |       |                  |                                    |
|                                                |              |       |                  |                                    |
| Pančev Binić                                   | Marcatori    |       |                  |                                    |

| Tuzla 16 dicembre 1990 18ª giornata      | Sloboda Tuzla | 0 – 1  | Stella Rossa | Stadion Tušan (2.639 spett.) |
| \| \| \| \| \| \| Marcatori \| Pančev \| |               |        |              |                              |
|                                          |               |        |              |                              |
|                                          | Marcatori     | Pančev |              |                              |

#### Girone di ritorno
| Novi Sad 17 febbraio 1991 19ª giornata                                            | Vojvodina            | 1 – 1 | Stella Rossa | Stadion Vojvodine (5.206 spett.) |
| \| \| \| \| \| Vorkapić \| Marcatori \| Binić \| \| \| Tiri di rigore 4 – 5 \| \| |                      |       |              |                                  |
|                                                                                   |                      |       |              |                                  |
| Vorkapić                                                                          | Marcatori            | Binić |              |                                  |
|                                                                                   | Tiri di rigore 4 – 5 |       |              |                                  |

| Belgrado 23 febbraio 1991 20ª giornata      | Rad Belgrado | 0 – 1     | Stella Rossa | Stadion Rad (5.396 spett.) |
| \| \| \| \| \| \| Marcatori \| Savićević \| |              |           |              |                            |
|                                             |              |           |              |                            |
|                                             | Marcatori    | Savićević |              |                            |

| Belgrado 2 marzo 1991 21ª giornata                           | Stella Rossa | 1 – 2               | Proleter Zrenjanin | Stadio Stella Rossa (7.753 spett.) |
| \| \| \| \| \| Pančev \| Marcatori \| Bošković Mihajlović \| |              |                     |                    |                                    |
|                                                              |              |                     |                    |                                    |
| Pančev                                                       | Marcatori    | Bošković Mihajlović |                    |                                    |

| Niš 10 marzo 1991 1991 22ª giornata                    | Radnički Niš | 0 – 4                | Stella Rossa | Stadion Čair (8.367 spett.) |
| \| \| \| \| \| \| Marcatori \| Binić Kuleski Pančev \| |              |                      |              |                             |
|                                                        |              |                      |              |                             |
|                                                        | Marcatori    | Binić Kuleski Pančev |              |                             |

| Belgrado 16 marzo 1991 23ª giornata                       | Stella Rossa | 3 – 1  | Željezničar | Stadio Stella Rossa (5.657 spett.) |
| \| \| \| \| \| Prosinečki Binić \| Marcatori \| Katana \| |              |        |             |                                    |
|                                                           |              |        |             |                                    |
| Prosinečki Binić                                          | Marcatori    | Katana |             |                                    |

| Lubiana 23 marzo 1991 24ª giornata                                       | Olimpia Lubiana | 0 – 6                                  | Stella Rossa | Stadion Bežigrad (6.131 spett.) |
| \| \| \| \| \| \| Marcatori \| Binić Prosinečki Stošić Jugović Pančev \| |                 |                                        |              |                                 |
|                                                                          |                 |                                        |              |                                 |
|                                                                          | Marcatori       | Binić Prosinečki Stošić Jugović Pančev |              |                                 |

| Belgrado 31 marzo 1991 25ª giornata                                | Stella Rossa | 4 – 1      | Budućnost | Stadio Stella Rossa (4.010 spett.) |
| \| \| \| \| \| Pančev Binić Najdoski \| Marcatori \| Sčepanović \| |              |            |           |                                    |
|                                                                    |              |            |           |                                    |
| Pančev Binić Najdoski                                              | Marcatori    | Sčepanović |           |                                    |

| Mostar 6 aprile 1991 26ª giornata                                                                                    | Velež Mostar         | 3 – 3                        | Stella Rossa | Stadion Bijeli Brijeg (4.402 spett.) |
| \| \| \| \| \| Popović Kodro Gudelj \| Marcatori \| Milojević Mihajlović Jugović \| \| \| Tiri di rigore 5 – 3 \| \| |                      |                              |              |                                      |
| |                      |                              |              |                                      |
| Popović Kodro Gudelj                                                                                                 | Marcatori            | Milojević Mihajlović Jugović |              |                                      |
| | Tiri di rigore 5 – 3 |                              |              |                                      |

| Belgrado 14 aprile 1991 27ª giornata                | Stella Rossa | 2 – 1      | Rijeka | Stadio Stella Rossa (9.126 spett.) |
| \| \| \| \| \| Pančev \| Marcatori \| Nestorović \| |              |            |        |                                    |
|                                                     |              |            |        |                                    |
| Pančev                                              | Marcatori    | Nestorović |        |                                    |

| Banja Luka 20 aprile 1991 28ª giornata                                                      | Borac Banja Luka     | 2 – 2        | Stella Rossa | Gradski Stadion (3.572 spett.) |
| \| \| \| \| \| Šušić Špica \| Marcatori \| Adžić Stošić \| \| \| Tiri di rigore 6 – 5 \| \| |                      |              |              |                                |
|                                                                                             |                      |              |              |                                |
| Šušić Špica                                                                                 | Marcatori            | Adžić Stošić |              |                                |
|                                                                                             | Tiri di rigore 6 – 5 |              |              |                                |

| Belgrado 27 aprile 1991 29ª giornata                                    | Stella Rossa | 3 – 1     | Partizan | Stadio Stella Rossa (28.975 spett.) |
| \| \| \| \| \| Najdoski Prosinečki Jugović \| Marcatori \| Mijatovic \| |              |           |          |                                     |
|                                                                         |              |           |          |                                     |
| Najdoski Prosinečki Jugović                                             | Marcatori    | Mijatovic |          |                                     |

| Belgrado 4 maggio 1991 30ª giornata                            | Zemun     | 1 – 3                | Stella Rossa | Stadion Zemun (2.200 spett.) |
| \| \| \| \| \| Kitanov \| Marcatori \| Binić Jugović Pančev \| |           |                      |              |                              |
|                                                                |           |                      |              |                              |
| Kitanov                                                        | Marcatori | Binić Jugović Pančev |              |                              |

| Zagabria 18 maggio 1991 31ª giornata                        | HAŠK Građanski | 3 – 2  | Stella Rossa | Stadion Maksimir (14.546 spett.) |
| \| \| \| \| \| Šuker Gašpar Židan \| Marcatori \| Pančev \| |                |        |              |                                  |
|                                                             |                |        |              |                                  |
| Šuker Gašpar Židan                                          | Marcatori      | Pančev |              |                                  |

| Belgrado 22 maggio 1991 32ª giornata                             | Stella Rossa | 5 – 1 | Osijek | Stadio Stella Rossa |
| \| \| \| \| \| Pančev Jugović Savićević \| Marcatori \| Mušić \| |              |       |        |                     |
|                                                                  |              |       |        |                     |
| Pančev Jugović Savićević                                         | Marcatori    | Mušić |        |                     |

| Sarajevo 2 giugno 1991 33ª giornata                            | Sarajevo  | 3 – 2  | Stella Rossa | Stadion Koševo (7.200 spett.) |
| \| \| \| \| \| Barnjak Nedić Puhalek \| Marcatori \| Pančev \| |           |        |              |                               |
|                                                                |           |        |              |                               |
| Barnjak Nedić Puhalek                                          | Marcatori | Pančev |              |                               |

| Belgrado 5 giugno 1991 34ª giornata      | Stella Rossa | 1 – 0 | Hajduk Spalato | Stadio Stella Rossa (24.881 spett.) |
| \| \| \| \| \| Pančev \| Marcatori \| \| |              |       |                |                                     |
|                                          |              |       |                |                                     |
| Pančev                                   | Marcatori    |       |                |                                     |

| Subotica 9 giugno 1991 35ª giornata                        | Spartak Subotica | 1 – 2             | Stella Rossa | Gradski Stadion (3.900 spett.) |
| \| \| \| \| \| Kuntić \| Marcatori \| Pančev Prosinečki \| |                  |                   |              |                                |
|                                                            |                  |                   |              |                                |
| Kuntić                                                     | Marcatori        | Pančev Prosinečki |              |                                |

| Belgrado 15 giugno 1991 36ª giornata                                         | Stella Rossa | 4 – 3              | Sloboda Tuzla | Stadio Stella Rossa (6.311 spett.) |
| \| \| \| \| \| Lukić Pančev Prosinečki \| Marcatori \| Ivanović Jovanović \| |              |                    |               |                                    |
|                                                                              |              |                    |               |                                    |
| Lukić Pančev Prosinečki                                                      | Marcatori    | Ivanović Jovanović |               |                                    |

### Kup Maršala Tita
| Belišće 8 agosto 1990 Sedicesimi di finale | Belišće | 2 – 4 | Stella Rossa |  |

| Novi Sad 15 agosto 1990 Ottavi di finale - Andata | Vojvodina | 0 – 2 | Stella Rossa | Stadion Vojvodine |

| Belgrado 22 agosto 1990 Ottavi di finale - Ritorno | Stella Rossa | 2 – 1 | Vojvodina | Stadio Stella Rossa |

| Belgrado 10 ottobre 1990 Quarti di finale - Andata | Stella Rossa | 4 – 1 | Proleter Zrenjanin | Stadio Stella Rossa |

| Zrenjanin 21 novembre 1990 Quarti di finale - Ritorno | Proleter Zrenjanin | 1 – 0 | Stella Rossa | Karađorđev Park |

| Belgrado 4 aprile 1991 Semifinali - Andata | Stella Rossa | 3 – 0 | OFK Belgrado | Stadio Stella Rossa |

| Belgrado 17 aprile 1991 Semifinali - Ritorno | OFK Belgrado | 3 – 3 | Stella Rossa | Stadio Omladinski |

| Arbitro: | Fažlagić |

|            |           |  |
| Bokšić 66’ | Marcatori |  |

### Coppa dei Campioni
| Arbitro: | Longhi |

|           |           |           |
| Binić 44’ | Marcatori | 14’ Közle |

| Arbitro: | Rosa dos Santos |

|                  |           |                                                                      |
| Közle 62’ (rig.) | Marcatori | 12’ Pančev 49’ (rig.) Prosinečki 59’ Radinović 83’ (rig.) Prosinečki |

| Arbitro: | Quiniou |

|                                           |           |  |
| Brown 8’ (aut.) Prosinečki 65’ Pančev 74’ | Marcatori |  |

| Arbitro: | Karlsson |

|             |           |            |
| McCoist 76’ | Marcatori | 51’ Pančev |

| Arbitro: | Spirin |

|                                        |           |  |
| Prosinečki 20’ Binić 42’ Savićević 56’ | Marcatori |  |

| Arbitro: | Soriano Aladrén |

|                    |           |                          |
| Gütschow 3’ (rig.) | Marcatori | 52’ Savićević 69’ Pančev |

Gara sospesa dopo 78 minuti di gioco per intemperanze dei tifosi della Dinamo Dresda. L'incontro è stato omologato con il punteggio di 3-0 per la Stella Rossa, che passa il turno con il risultato complessivo di 6-0.
| Arbitro: | Forstinger |

|               |           |                          |
| Wohlfarth 22’ | Marcatori | 45’ Pančev 70’ Savićević |

| Arbitro: | Galler |

|                                       |           |                            |
| Mihajlović 25’ Augenthaler 90’ (aut.) | Marcatori | 45’ Augenthaler 70’ Bender |

| Arbitro: | Lanese |

|                                               |                      |                           |
| Prosinečki Binić Belodedici Mihajlović Pančev | Tiri di rigore 5 – 3 | Amoros Casoni Papin Mozer |

## Statistiche

### Statistiche di squadra
| Competizione       | Punti | In casa | In casa | In casa | In casa | In casa | In casa | In trasferta | In trasferta | In trasferta | In trasferta | In trasferta | In trasferta | Totale | Totale | Totale | Totale | Totale | Totale | DR  |
| Competizione       | Punti | G       | V       | N       | P       | Gf      | Gs      | G            | V            | N            | P            | Gf           | Gs           | G      | V      | N      | P      | Gf     | Gs     | DR  |
| ------------------ | ----- | ------- | ------- | ------- | ------- | ------- | ------- | ------------ | ------------ | ------------ | ------------ | ------------ | ------------ | ------ | ------ | ------ | ------ | ------ | ------ | --- |
| Prva Liga          | 54    | 18      | 12      | 2       | 3       | 55      | 15      | 18           | 11           | 4            | 2            | 33           | 20           | 36     | 25     | 6      | 5      | 88     | 35     | +53 |
| Kup Maršala Tita   | -     | 3       | 4       | 0       | 0       | 9       | 2       | 4            | 1            | 1            | 2            | 7            | 7            | 8      | 5      | 1      | 2      | 16     | 9      | +7  |
| Coppa dei Campioni | -     | 5       | 2       | 3       | 0       | 9       | 3       | 4            | 3            | 1            | 0            | 9            | 4            | 9      | 5      | 4      | 0      | 18     | 7      | +11 |
| Totale             | -     | 26      | 22      | 3       | 1       | 73      | 20      | 26           | 12           | 8            | 6            | 49           | 31           | 52     | 34     | 11     | 7      | 122    | 51     | +71 |

### Andamento in campionato
| Giornata  | 1 | 2 | 3 | 4 | 5 | 6 | 7 | 8 | 9 | 10 | 11 | 12 | 13 | 14 | 15 | 16 | 17 | 18 | 19 | 20 | 21 | 22 | 23 | 24 | 25 | 26 | 27 | 28 | 29 | 30 | 31 | 32 | 33 | 34 | 35 | 36 |
| --------- | - | - | - | - | - | - | - | - | - | -- | -- | -- | -- | -- | -- | -- | -- | -- | -- | -- | -- | -- | -- | -- | -- | -- | -- | -- | -- | -- | -- | -- | -- | -- | -- | -- |
| Luogo     | C | C | T | C | T | C | T | C | T | C  | C  | T  | C  | T  | T  | C  | T  | C  | T  | T  | C  | T  | C  | T  | C  | T  | C  | T  | C  | T  | C  | T  | C  | C  | T  | C  |
| Risultato | V | V | V | V | V | V | P | V | N | V  | N  | V  | V  | P  | V  | N  | V  | V  | N  | V  | P  | V  | V  | V  | V  | N  | V  | N  | V  | V  | P  | V  | P  | V  | V  | V  |
| Posizione | 1 | 1 | 1 | 1 | 1 | 1 | 1 | 1 | 1 | 1  | 1  | 1  | 1  | 1  | 1  | 1  | 1  | 1  | 1  | 1  | 1  | 1  | 1  | 1  | 1  | 1  | 1  | 1  | 1  | 1  | 1  | 1  | 1  | 1  | 1  | 1  |

Fonte:  Almanah YU fudbal 90.-91, Tempo - NIP Politika, Beograd, 1991., str. 103-104, su issuu.com.
Legenda:

Luogo: C = Casa; T = Trasferta. Risultato: V = Vittoria; N = Pareggio; P = Sconfitta.

### Statistiche dei giocatori
| Giocatore       | Prva Liga | Prva Liga | Prva Liga   | Prva Liga  | Kup Maršala Tita | Kup Maršala Tita | Kup Maršala Tita | Kup Maršala Tita | Coppa dei Campioni | Coppa dei Campioni | Coppa dei Campioni | Coppa dei Campioni | Totale   | Totale | Totale      | Totale     |
| Giocatore       | Presenze  | Reti      | Ammonizioni | Espulsioni | Presenze         | Reti             | Ammonizioni      | Espulsioni       | Presenze           | Reti               | Ammonizioni        | Espulsioni         | Presenze | Reti   | Ammonizioni | Espulsioni |
| --------------- | --------- | --------- | ----------- | ---------- | ---------------- | ---------------- | ---------------- | ---------------- | ------------------ | ------------------ | ------------------ | ------------------ | -------- | ------ | ----------- | ---------- |
| Đ. Aćimović     | 4         | 1         | ?           | ?          | 0                | 0                | 0                | 0                | -                  | -                  | -                  | -                  | 4        | 1      | 0+          | 0+         |
| I. Adžić        | 1         | 1         | ?           | ?          | 0                | 0                | 0                | 0                | -                  | -                  | -                  | -                  | 1        | 1      | 0+          | 0+         |
| M. Belodedici   | 34        | 1         | ?           | ?          | 8                | 0                | ?                | ?                | 9                  | 0                  | 1                  | 0                  | 51       | 1      | 1+          | 0+         |
| E. Bešić        | 3         | 0         | ?           | ?          | 1                | 0                | ?                | ?                | 0                  | 0                  | 0                  | 0                  | 4        | 0      | 0+          | 0+         |
| D. Binić        | 27        | 14        | ?           | ?          | 6                | 4                | ?                | ?                | 9                  | 2                  | 1                  | 0                  | 42       | 20     | 1+          | 0+         |
| S. Čula         | 2         | 0         | ?           | ?          | 2                | 0                | ?                | ?                | 0                  | 0                  | 0                  | 0                  | 4        | 0      | 0+          | 0+         |
| D. Joksimović   | 5         | 0         | ?           | ?          | 1                | 0                | ?                | ?                | -                  | -                  | -                  | -                  | 6        | 0      | 0+          | 0+         |
| M. Jovanović    | 3         | -?        | ?           | ?          | 0                | -0               | 0                | 0                | 0                  | -0                 | 0                  | 0                  | 3        | -0+    | 0+          | 0+         |
| V. Jugović      | 32        | 7         | ?           | ?          | 7                | 0                | ?                | ?                | 9                  | 0                  | 1                  | 0                  | 48       | 7      | 1+          | 0+         |
| G. Jurić        | 8         | 0         | ?           | ?          | 3                | 0                | ?                | ?                | 1                  | 0                  | 0                  | 0                  | 12       | 0      | 0+          | 0+         |
| Z. Kaluđerović  | 0         | 0         | 0           | 0          | 0                | -0               | 0                | 0                | 1                  | -1                 | 0                  | 0                  | 1        | -1     | 0           | 0          |
| A. Ilić         | 1         | 0         | ?           | ?          | 0                | 0                | 0                | 0                | -                  | -                  | -                  | -                  | 1        | 0      | 0+          | 0+         |
| V. Lukić        | 4         | 1         | ?           | ?          | 0                | 0                | 0                | 0                | 0                  | 0                  | 0                  | 0                  | 4        | 1      | 0+          | 0+         |
| S. Marović      | 27        | 1         | ?           | ?          | 7                | 0                | ?                | ?                | 9                  | 0                  | 2                  | 0                  | 43       | 1      | 2+          | 0+         |
| S. Mihajlović   | 14        | 1         | ?           | ?          | 3                | 1                | ?                | ?                | 5                  | 1                  | 1                  | 0                  | 22       | 3      | 1+          | 0+         |
| L. Milojević    | 8         | 1         | ?           | ?          | 1                | 0                | ?                | ?                | 0                  | 0                  | 0                  | 0                  | 9        | 1      | 0+          | 0+         |
| Z. Milojević    | 0         | 0         | 0           | 0          | 0                | 0                | 0                | 0                | -                  | -                  | -                  | -                  | 0        | 0      | 0           | 0          |
| I. Momčilović   | 8         | 1         | ?           | ?          | 1                | 0                | ?                | ?                | 1                  | 0                  | 0                  | 0                  | 10       | 1      | 0+          | 0+         |
| M. Mrkela       | 1         | 0         | ?           | ?          | 2                | 1                | ?                | ?                | -                  | -                  | -                  | -                  | 3        | 1      | 0+          | 0+         |
| I. Najdoski     | 32        | 2         | ?           | ?          | 5                | 1                | ?                | ?                | 6                  | 0                  | 3                  | 0                  | 43       | 3      | 3+          | 0+         |
| D. Pančev       | 32        | 34        | ?           | ?          | 7                | 6                | ?                | ?                | 9                  | 5                  | 1                  | 0                  | 48       | 45     | 1+          | 0+         |
| R. Prosinečki   | 29        | 12        | ?           | ?          | 6                | 2                | ?                | ?                | 9                  | 4                  | 0                  | 0                  | 44       | 18     | 0+          | 0+         |
| D. Radinović    | 30        | 0         | ?           | ?          | 7                | 0                | ?                | ?                | 8                  | 2                  | 0                  | 0                  | 45       | 2      | 0+          | 0+         |
| M. Ratković     | 1         | 0         | ?           | ?          | 1                | 0                | ?                | ?                | 1                  | 0                  | 0                  | 0                  | 3        | 0      | 0+          | 0+         |
| R. Šabanadžović | 26        | 0         | ?           | ?          | 5                | 0                | ?                | ?                | 8                  | 0                  | 0                  | 0                  | 39       | 0      | 0+          | 0+         |
| D. Šavić        | 2         | 0         | ?           | ?          | 0                | 0                | 0                | 0                | -                  | -                  | -                  | -                  | 2        | 0      | 0+          | 0+         |
| D. Savićević    | 25        | 8         | ?           | ?          | 6                | 3                | ?                | ?                | 7                  | 3                  | 1                  | 0                  | 38       | 14     | 1+          | 0+         |
| S. Stojanović   | 33        | -?        | ?           | ?          | 8                | -9               | ?                | ?                | 9                  | -5                 | 0                  | 0                  | 50       | -14+   | 0+          | 0+         |
| V. Stošić       | 35        | 4         | ?           | ?          | 7                | 0                | ?                | ?                | 9                  | 0                  | 1                  | 0                  | 51       | 4      | 1+          | 0+         |
| R. Tošić        | 11        | 0         | ?           | ?          | 0                | 0                | 0                | 0                | 1                  | 0                  | 0                  | 0                  | 12       | 0      | 0+          | 0+         |
| G. Vasiljević   | 7         | 0         | ?           | ?          | 3                | 0                | ?                | ?                | 2                  | 0                  | 1                  | 0                  | 12       | 0      | 1+          | 0+         |